# Orange Is the New Black (4.ª temporada)
A quarta temporada de Orange Is the New Black foi anunciada pela Netflix em 15 de abril de 2015. Jenji Kohan continua como showrunner e produtora executiva. A quarta temporada estreou em 17 de junho de 2016.

## Elenco e personagens

### Principal
- Taylor Schilling como Piper Chapman
- Laura Prepon como Alex Vause
- Kate Mulgrew como Galina "Red" Reznikov
- Uzo Aduba como Suzanne "Olhos Loucos" Warren
- Danielle Brooks como Tasha "Taystee" Jefferson
- Natasha Lyonne como Nicky Nichols
- Taryn Manning como Tiffany "Pennsatucky" Doggett
- Selenis Leyva como Gloria Mendoza
- Adrienne C. Moore como Cindy "Black Cindy" Hayes
- Dascha Polanco como Dayanara "Daya" Diaz
- Yael Stone como Lorna Morello
- Samira Wiley como Poussey Washington
- Lea DeLaria como Carrie "Big Boo" Black
- Elizabeth Rodriguez como Aleida Diaz
- Nick Sandow como Joe Caputo
- Michael Harney como Sam Healy
- Jackie Cruz como Marisol "Flaca" Gonzales

## Produção
A Netflix confirmou a quarta temporada de Orange Is the New Black em 15 de abril de 2015. Jenji Kohan continua como showrunner e produtora executiva, e já temos alguns atores foram confirmados para o elenco. Dentre eles estão o ator Brad William Henke que interpretará Desi Piscatella, e Rosal Colon que interpretará Carmen "Ouija" Aziza.
A quarta temporada estreou em 17 de junho de 2016.

## Episódios
| N.º na série | N.º na temp. | Título                                                                  | Dirigido por       | Escrito por                 | Personagem(ens) em Destaque | Lançamento          |
| --- | ------------ | ----------------------------------------------------------------------- | ------------------ | --------------------------- | --------------------------- | ------------------- |
| 40 | 1            | "Work That Body for Me" "(Tudo Pelo Corpo)"                             | Andrew McCarthy    | Jenji Kohan                 | nenhum                      | 17 de junho de 2016 |
| Caputo é promovido a diretor da atividade humana. Ele recebe novos guardas para capturar as detentas que estão no lago. Piscatella, um dos novos colegas, é rigoroso em questão de segurança e obediência, e é temido pelos dois guardas e pelas detentas. Então, ele se torna capitão dos guardas. Maureen quer escapar da prisão com Suzanne, mas Suzanne não quer fugir e volta para a prisão. Maureen é finalmente capturada por Caputo. As novas detentas são integradas com as antigas detentas. Todas dividem seus quartos umas com as outras. A colega de quarto de Red ronca, o que a irrita. Judy King se torna uma detenta em Litchfield e cria um vínculo com Luschek. Ela recebe um tratamento especial como ela ganha seu próprio quarto privado. Alex é salva de Aydin Bayat, capanga de Kubra, por Lolly que o chuta repetidamente até que ele fique inconsciente. As duas pensam que ele está morto. Alex corre para a estufa para tentar enterrar Aydin e percebe que ele ainda está respirando, o que faz com que ela o sufoque. Na parte da manhã, quando elas entram na estufa, elas vêem que Frieda descobriu o corpo de Aydin. Com a ajuda de Frieda, elas cortam o corpo em partes e o enterra debaixo das plantas da horta. |              |                                                                         |                    |                             |                             |                     |
| 41 | 2            | "Power Suit" "(Poderosa ou o Quê?)"                                     | Constantine Makris | Sara Hess                   | Maria                       | 17 de junho de 2016 |
| As detentas lutam com a superlotação da prisão. Healy consegue uma nova colega de quarto para Judy King, Yoga Jones. Black Cindy briga com sua nova companheira de quarto, Alison Abdullah, sobre o espaço compartilhado. Red tenta parar o ronco de sua colega de quarto, mas não têm sucesso. Piper faz amizade com sua colega de quarto e ela se torna sua guarda-costas. Doggett fica preocupada quando começa a pensar que Maritza está sendo violentada pelo oficial Coates, embora ele só mostra ter sentimentos por Doggett. A esposa de Sophia tenta falar com Caputo sobre soltar Sophia da solitária, mas ele não a escuta. Caputo se reúne com o GC e eles decidem contratar guardas veteranos para ficarem alojados em cabines no pátio da prisão, a fim de se qualificarem para ajudar o governo no futuro. Caputo se torna amigo de Linda na reunião. Daya fica preocupada com seu bebê que está sendo colocado em um orfanato desde que Cesar foi para a cadeia por um longo tempo por ameaçar cometer assassinato e agredir um policial. A tensão racial surge quando as Dominicanas percebem que eles são a maioria. Maria tenta impedi-las, mas acaba sendo vítima de um ataque a uma detenta branco em defesa de Blanca. Flashback: O pai de Maria era chefe de um contrabando de drogas. Ele também era muito importante para o orgulho Dominicano e criou Maria para se orgulhar de sua herança. Quando ela ainda estava na escola, ela e um amigo viram Yadriel correndo da polícia do lado de fora de sua casa. Seu amigo descreveu Yadriel como "aquele mexicano que fica perto da escola". Ela saiu de casa e encontrou as drogas que ele jogou nas escovas. Então, ela as jogou para dentro de sua janela para salvá-lo. |              |                                                                         |                    |                             |                             |                     |
| 42 | 3            | "(Don't) Say Anything" "((Não) Diga Nada)"                              | Andrew McCarthy    | Jim Danger Gray             | Brook                       | 17 de junho de 2016 |
| Taystee muda da função de zeladora para ser assistente de Caputo. Red fica irritada e ao mesmo tempo com inveja porque Judy recebe tratamento especial e porque ela está sempre em sua horta. Piper perde empregados em seu negócio de calcinha ilegal porque eles pensam que ela está se tornando muito perigosa. Maria tenta ajudar suas companheiras Dominicanas, perguntando para Piper se elas poderiam se juntar a ela nos negócios, mas Piper não aceita, afirmando que ela não quer bandidas. Então, as Dominicanas decidem começar seu próprio negócio de calcinha. Caputo vai a um encontro com Linda e no restaurante ele vê um dos antigos guardas trabalhando como ajudante de garçom. Brook e Poussey ficam mais tempo juntas. Poussey é uma grande fã de Judy, mas fica nervosa toda vez que ela vê Judy e não consegue falar com ela. Brook tenta falar com Judy e explicar porque Poussey age estranho na frente dela, mas acaba falando sobre o passado de Poussey a fim de obter a aceitação de Judy. Ela afirma que Poussey é pobre e sua mãe é uma viciada em crack e que Poussey age estranho, porque Judy é rica e branca. Judy convida Poussey para almoçar com ela, mas quando Poussey ouve que Brook mentiu para Judy, ela deixa o almoço, dizendo que Brook não sabe nada sobre ela. Brook pede desculpas a Poussey e promete fazer um esforço para conhecê-la. Lolly começa a enlouquecer e tenta desenterrar o corpo de Aydin na horta, mas Alex impede. Frieda vê a instabilidade de Lolly e afirma que elas terão que matá-la. Flashback: É mostrado que, no passado de Brook, ela exagerava ao contar a verdade para ser aceita.                                                                                    |              |                                                                         |                    |                             |                             |                     |
| 43 | 4            | "Doctor Psycho" "(Doutor Psycho)"                                       | Erin Feeley        | Carly Mensch                | Healy                       | 17 de junho de 2016 |
| Sophia chama a atenção de Caputo inundando sua cela, mas ele se recusa a ajudá-la. É um sucesso, mas Judy pede para Caputo mudar Healy de ser seu conselheiro, afirmando que ele tem problemas de energia. Alex confessa o plano de Frieda sobre matar Lolly para Red. Red tenta mediar a situação, mas percebe que elas realmente têm que matar Lolly. Lolly se comporta de forma irregular e Healy aconselha ela, a convencendo de que ela estava apenas imaginando a matança, e que ela não tinha matado ninguém. Flashback: A mãe de Healy sofria de um doença mental e é vista sendo retirada de um hospital. Ela queria parar seu tratamento, porque ele a fazia esquecer das coisas. Healy não quer que ela pare e, ao ouvir isso, ela foge. Depois de alguns anos, Healy vê uma senhora sem-teto que se assemelha a sua mãe. Ele a convida para tomar um café e pede desculpas por não estar lá quando ela quis sua ajuda. Então, ele percebe que ela não é sua mãe. |              |                                                                         |                    |                             |                             |                     |
| 44 | 5            | "We'll Always Have Baltimore" "(Nós Sempre Teremos Baltimore)"          | Tricia Brock       | Jordan Harrison             | Maritza                     | 17 de junho de 2016 |
| Devido às economias recentes, a prisão começa a correr para conseguir suprimentos, incluindo tampões, causando um mercado negro para formar em torno da prisão. Os guardas, entretanto, começam a segmentação das detentas étnicas e as submetem a pesquisas aleatórias. Enquanto Caputo comparece a uma convenção para funcionários de prisão com Linda, Taystee consegue adivinhar a senha do computador de seu escritório e consegue acesso à internet. Na convenção, Caputo entra em uma briga com Danny Pearson que tenta usar o evento para falar contra o sistema e é preso. No entanto, Linda intervém. Piper se esforça para parar os pedidos de Maria nos negócios de calcinha e Piscatella dá permissão para formar um grupo de segurança. No entanto, durante a sua primeira reunião, as voluntárias (todas brancas) começam a expressar abertamente sentimentos racistas. Piper fica horrorizada ao perceber que ela criou acidentalmente um grupo branco de poder. Flashback: A vida de crime de Maritza se expande a partir do ato de enganar clientes como garçonete de coquetel para o roubo de automóveis. |              |                                                                         |                    |                             |                             |                     |
| 45 | 6            | "Piece of Sh*t" "(M*rda)"                                               | Uta Briesewitz     | Lauren Morelli              | nenhum                      | 17 de junho de 2016 |
| Durante seu tempo de zeladoria em segurança máxima, Nicky encontra Sofia na solitária e mais tarde lhe dá uma revista para ler. Mais tarde, ela é convidada para limpar uma cela e vê que a de Sofia está coberta de sangue. Luschek se sente culpado por seu papel na ida de Nicky para a segurança máxima, e Judy decide ter seus advogados poderosos para providenciar que Nicky seja enviada de volta para Litchfield. No entanto, a ira de Nicky lhe causou uma recaída em seu vício em heroína. Taystee decide tentar obter uma foto de Judy para vender para uma revista (usando a conexão de internet no escritório de Caputo). Poussey e Soso declaram seu amor uma pela outra. Piper planta um conjunto de calcinha na beliche de Maria e arma para ela ser descoberta, o que resulta na adição de mais três anos na sentença de Maria na prisão. |              |                                                                         |                    |                             |                             |                     |
| 46 | 7            | "It Sounded Nicer in My Head" "(Soa Melhor na Minha Cabeça)"            | Mark A. Burley     | Nick Jones                  | Lolly                       | 17 de junho de 2016 |
| Piper começa a perceber que seu poder a corrompeu, e quando ela toma medidas para fazer as pazes, um plano de vingança já está em movimento. Sua nova 'guarda-costas' se volta contra ela, a entregando para Maria e sua gangue, que queimam uma suástica nazista em seu braço. Lolly encontra um amigo em Healy. Nicky continua a sua compulsão de drogas auto-destrutiva. Caputo abre um projeto para oferecer cursos educacionais para as detentas, a fim de lhes dar algo útil para fazer durante o encarceramento. Flashback: Lolly trabalha como jornalista, mas uma doença mental toma controle dela, deixando-a sem-teto. |              |                                                                         |                    |                             |                             |                     |
| 47 | 8            | "Friends in Low Places" "(Amigos no Lugar Errado)"                      | Phil Abraham       | Alex Regnery & Hartley Voss | nenhum                      | 17 de junho de 2016 |
| Piper atingiu o fundo do poço após ser atacada por Maria e sua gangue. Quando ela encontra Alex e Nicky no jardim, ela fica drogada com elas, e revela sua queimadura para elas. Alex também confessa seu segredo assassino, mas tudo isso só leva sua "família" a se reunir quando Red queima a suástica nazista de Piper, transformando-a em uma janela. Maria vende drogas fora do salão, se preocupando com Aleida, que tem apenas alguns dias até que ela seja solta da prisão. Charlie faz um pedido de desculpas sincero a Pennsatucky. Cristal aparece na casa de Caputo em busca de respostas sobre Sophia, mas Linda aponta uma arma para ela, expulsando-a de lá. Judy beija Black Cindy em uma tentativa de provar ao mundo que ela não é racista, enquanto Allison tira uma foto com seu celular. |              |                                                                         |                    |                             |                             |                     |
| 48 | 9            | "Turn Table Turn" "(Virando o Jogo)"                                    | Constantine Makris | Sara Hess                   | Blanca                      | 17 de junho de 2016 |
| A viagem dos guardas fica pior do que nunca quando um deles força Maritza a comer um rato bebê. Enquanto isso, Blanca se rebela contra eles para que parem de revistá-la usando odores poderosos. Big Boo vira as costas para Pennsatucky quando ela decide perdoar Charlie por ter a estuprado. Morello fica paranóica quando descobre que sua irmã está tendo um caso com seu marido. Red se irrita, forçando Nicky a decidir ficar limpa novamente. Notícias do relacionamento falso de Judy e Black Cindy se espalham depois que Luschek vende a foto para os jornais. Piscatella ordena que Luschek e os outros guardas procurem pela prisão e, embora encontrem uma caixa cheia de celulares contrabandeados, Luschek consegue manter em segredo o celular que foi usado para tirar a foto de Judy e Black Cindy. Flashback: Blanca trabalha como empregada doméstica e enfermeira de uma mulher idosa e exigente. Quando Blanca é vista flertando com o jardineiro, a mulher o demite. Blanca se vinga e tem relações sexuais com ele no quarto da mulher no momento em que ela está lá. |              |                                                                         |                    |                             |                             |                     |
| 49 | 10           | "Bunny, Skull, Bunny, Skull" "(Coelhinho, Caveira, Coelhinho, Caveira)" | Phil Abraham       | Carly Mensch                | nenhum                      | 17 de junho de 2016 |
| Blanca continua a ficar em pé, literalmente, na mesa do refeitório, e Piper é forçada a se juntar a Blanca quando ela tenta ajudá-la com o contrabando de sua comida. A Irmã Ingalls consegue mandar uma mensagem para Sophia na segurança máxima, mas seu plano de expor o tratamento de Sophia sai pela culatra quando Caputo encontra seu telefone secreto. No entanto, Caputo envia a imagem para a própria imprensa, rebelando-se contra o GC. Aleida deixa a prisão, e tem de se adaptar ao mundo exterior, sua única amiga é a antiga parceira de seu ex-namorado. Mais tarde, os homens da prisão descobrem o corpo de Aydin na horta. |              |                                                                         |                    |                             |                             |                     |
| 50 | 11           | "People Persons" "(Ela é Popular)"                                      | Lev L. Spiro       | Nick Jones                  | Suzanne                     | 17 de junho de 2016 |
| Após a descoberta do corpo na horta, a prisão é bloqueada. Enquanto Caputo tenta passar a fita vermelha no GC, Piscatella desafia ordens para começar a interrogar as detentas; começando com Red. Suzanne enfrenta a ira de Maureen enquanto se esconde dos guardas. Humphrey gosta de seu confronto e obriga Suzanne a lutar contra Kukudio, fazendo-a explodir e a bater em Maureen, quase levando-a à morte. Os guardas ficam fora de controle. Judy, Yoga Jones, e Joel transam em trio. Healy luta com a ideia de entregar Lolly, e quase comete suicídio, antes de decidir enfrentar seus problemas. Ele entrega Lolly para Piscatella, e ela é enviada para psiquiatria. Flashback: A doença mental de Suzanne leva à trágica morte acidental de um menino, depois que ela o leva para seu apartamento e ele cai de uma janela. |              |                                                                         |                    |                             |                             |                     |
| 51 | 12           | "The Animals" "(Animais)"                                               | Matthew Weiner     | Lauren Morelli              | Bayley                      | 17 de junho de 2016 |
| Caputo tenta suspender Humphrey por sua parte no que aconteceu com Suzanne. No entanto, Piscatella ameaça sair com todos os guardas se ele fizer isso e informa Caputo de que ele não tem mais qualquer autoridade. Os vários grupos da prisão se reúnem para discutir um plano para forçar Piscatella a sair e restaurar a ordem na prisão. Embora, inicialmente não consigam chegar a um acordo, um tratamento injusto de Piscatella para Red une as detentas. Elas ficam em pé nas mesas em um protesto pacífico, recusando-se a sair até que Piscatella renuncie. No entanto, ele ordena que seus homens tire-as das mesas a força, e o jovem guarda Bayley usa muita força contra Poussey, fazendo com que ele, acidentalmente, a mate. Healy luta com sua decisão de enviar Lolly para a psiquiatria, e decide ir a um estabelecimento de saúde mental para cuidar de si mesmo. Notícias da reunião de Piper e Alex se espalham ao redor da prisão. Pennsatucky se une com Big Boo. Sophia retorna para a prisão. Flashback: No passado, a decisão de Bayley de se tornar um guarda de prisão é explorada. |              |                                                                         |                    |                             |                             |                     |
| 52 | 13           | "Toast Can't Never Be Bread Again" "(Torrada Não Volta a Ser Pão)"      | Adam Bernstein     | Tara Herrmann & Jenji Kohan | Poussey                     | 17 de junho de 2016 |
| Após a morte de Poussey, o GC pede para Caputo impedir a chamada da polícia até que eles possam desenvolver uma resposta, enquanto Taystee tenta convencer Caputo a chamar, pelo menos, o pai de Poussey, e contar a notícia para ele. Soso vaga pela biblioteca e encontra Suzanne presa debaixo de uma prateleira caída. Ela resgata Suzanne, mas, na ala médica, Suzanne é colocada ao lado de Maureen, que ainda está se recuperando da surra que Suzanne lhe deu. Piper descobre que Alex está deixando recados ao redor da prisão, revelando o verdadeiro nome de Aydin. Então, as duas rastreiam os recados e resolvem queimá-los. O GC concede a liberação de Judy King para afastá-la da crise. Caputo ignora a preparação do GC, e, na frente das câmeras, se recusa a demitir Bayley. Taystee ouve e se irrita — ela encoraja as outras detentas, que marcham pelos corredores da prisão, e, mais tarde, convergem até onde Judy King está sendo solta da prisão. Por instinto, Humphrey pega a arma em sua meia, mas Maritza o empurra, e a arma cai na frente das latinas. Então, Daya a pega. Inicialmente, ela mira para as supremacistas brancas, mas decide fazer Humphrey e Artesian McCullough de reféns. Ela aponta a arma para a cabeça de Humphrey, enquanto todas as detentas presentes a pressionam para puxar o gatilho. Flashback: Poussey tem uma noite divertida com alguns estranhos que conhece em Nova York, o que termina em sua prisão por posse de drogas e invasão. |              |                                                                         |                    |                             |                             |                     |